# USS LST-760
O USS LST-760 foi um navio de guerra norte-americano da classe LST que operou durante a Segunda Guerra Mundial.